# ExxonMobil
Exxon Mobil Corporation (NYSE: XOM) (ExxonMobil) é uma empresa multinacional de petróleo e gás dos Estados Unidos, com sede em Irving, Condado de Dallas no estado do Texas. A ExxonMobil foi formada em 30 de novembro de 1999 na fusão da Exxon com a Mobil, duas empresas resultantes da divisão da Standard Oil Company em 1911. A Exxon Mobil Corporation opera atualmente no mercado sob a marca ExxonMobil, e também opera as marcas Exxon, Mobil e Esso.
Sua sede brasileira encontra-se na cidade do Rio de Janeiro. Em meados de 2003, foi criado em Curitiba um centro de suporte, que atende a várias operações da empresa tanto localmente quanto ao redor do mundo, principalmente com serviços de informática e controladoria.
A corporação ocupa hoje a 1ª posição no mercado norte-americano e a 15ª posição no ranking mundial das empresas com maior valor de mercado, atrás apenas da gigante Saudi Aramco.
Os resultados da pesquisa de 2019 mostram que a ExxonMobil, com emissões de 41,90 bilhões de toneladas de equivalente CO₂ entre 1965 e 2017, foi a empresa com a quarta maior emissão mundial durante esse período.
Como resultado do faturamento de 2021, a empresa ocupou o sexto lugar na 68ª edição do ranking das 500 maiores empresas dos EUA, desenvolvido pela Revista Fortune.

## História
A ExxonMobil tem suas raízes na Vacuum Oil Company, fundada em 1866. A Vacuum Oil foi posteriormente adquirida pela Standard Oil em 1879, alienada da Standard em 1911 com sua separação e fundida pela Standard Oil Company de Nova York (Socony), mais tarde conhecida como Mobil, em 1931. Após a separação de 1911, a Standard Oil continuou a existir por meio de sua subsidiária em Nova Jersey, às vezes abreviada para Jersey Standard, e manteve o nome Standard Oil em grande parte do leste dos Estados Unidos. A Jersey Standard cresceu com a aquisição da Humble Oil na década de 1930 e tornou-se a empresa petrolífera dominante no cenário mundial. A falta de propriedade da empresa sobre o nome Standard Oil nos Estados Unidos, no entanto, levou a uma mudança de nome para unificar todas as suas marcas sob um nome, optando por se chamar Exxon em 1972 ao invés de continuar a usar três marcas distintas de Esso, Enco, e Humilde.
Em 1998, as duas empresas concordaram em se fundir e formar a ExxonMobil, com o fechamento do negócio em 30 de novembro de 1999. As duas empresas citaram preços de petróleo mais baixos e uma melhor capacidade de competir com outras empresas petrolíferas estatais fora dos Estados Unidos, como a Pemex e Aramco. Com o negócio, as duas empresas praticamente se fundiram, com o nome da nova empresa contendo os dois nomes comerciais de seus antecessores imediatos. No entanto, a estrutura da fusão previa que a Exxon fosse a empresa sobrevivente e comprasse a Mobil, em vez de uma nova empresa ser criada.

## Operações
A ExxonMobil é a maior empresa não governamental do setor de energia e produz cerca de 3% do petróleo mundial e cerca de 2% da energia mundial.
A ExxonMobil está integrada verticalmente em várias divisões operacionais globais. Essas divisões são agrupadas em três categorias para fins de referência, embora a empresa também tenha várias divisões independentes, como Carvão e Minerais. Também possui centenas de subsidiárias menores, como XTO Energy e SeaRiver Maritime. A ExxonMobil também tem participação majoritária na Imperial Oil.
- Upstream (exploração de petróleo, extração, transporte e operações de atacado)
- Soluções de produto (downstream, química)
- Soluções de Baixo Carbono

A divisão upstream representa a maior parte da receita da ExxonMobil, respondendo por aproximadamente 70% dela.  Em 2021, a ExxonMobil tinha cerca de 30 bilhões de barris de petróleo e equivalentes a petróleo, bem como 1,07 bilhões de metros cúbicos de gás natural.
Nos Estados Unidos, as atividades de exploração e produção de petróleo da ExxonMobil estão concentradas na Bacia do Permiano, Formação Bakken, Woodford Shale, Caney Shale e Golfo do México. Além disso, a ExxonMobil possui vários empreendimentos de gás nas regiões de Marcellus Shale, Utica Shale, Haynesville Shale, Barnett Shale e Fayetteville Shale. Todas as atividades de gás natural são conduzidas por sua subsidiária, a XTO Energy. Em 31 de dezembro de 2014, a ExxonMobil possuía 59.000 km² nos Estados Unidos, dos quais (6.900 km² estavam no mar, 6.100 km² dos quais no Golfo do México. Na Califórnia, possui uma joint venture chamada Aera Energy LLC com a Shell Oil. No Canadá, a empresa detém 22.000 km², incluindo 4.000 km² offshore e 2.800 km² do Projeto Kearl Oil Sands.
A ExxonMobil opera em todo o mundo, operando na Argentina, Canadá, Alemanha, Holanda, Noruega, Reino Unido, Angola, Chade, Guiné Equatorial, Nigéria, Azerbaijão, Indonésia, Cazaquistão, Malásia, Catar, Tailândia, Emirados Árabes Unidos, Papua Nova-Guiné, Austrália e Ucrânia.
A ExxonMobil comercializa produtos em todo o mundo sob as marcas Exxon, Mobil e Esso.  Mobil é a principal marca de gasolina de varejo da ExxonMobil na Califórnia, Flórida, Nova York, Nova Inglaterra, Grandes Lagos e Centro-Oeste. A Exxon é a principal marca no restante dos Estados Unidos, com a maior concentração de pontos de venda localizados em Nova Jersey, Pensilvânia, Texas (compartilhado com a Mobil) e nos estados do Meio-Atlântico e Sudeste. A ExxonMobil tem estações em 46 estados, logo atrás da Shell USA e à frente da Phillips 66, faltando presença apenas no Alasca, Havaí, Iowa e Kansas. Fora dos Estados Unidos, Esso e Mobil são usados principalmente, com Esso operando em 14 países e Mobil operando em 29 países e regiões. No Japão, a ExxonMobil tinha uma participação de 22% na TonenGeneral Sekiyu KK, uma empresa de refino que se fundiu com a Eneos em 2017.

A maior refinaria da ExxonMobil nos Estados Unidos é a Baytown Refinery, localizada em Baytown, Texas, e sua maior refinaria em geral é a instalação de Jurong Island em Singapura; essas duas refinarias combinadas produzem mais de 1,15 milhão de barris de petróleo por dia. Em 2021, a capacidade média global de refino da ExxonMobil foi de 4,6 milhões de barris por dia, com os Estados Unidos produzindo uma pluralidade da capacidade de refino da empresa em cerca de 1,77 milhão de barris por dia. O site corporativo da ExxonMobil afirma que refina quase 5 milhões de barris por dia.